# 13도 창의군
13도 창의군(十三道 倡義軍)은 대한제국의 항일 의병 조직이다.

## 개요
13도 창의군은 1905년 을사늑약 체결 이후 다시 전국적으로 의병 항쟁이 일어났을 때, 각지의 의병부대들을 단일대오로 통수하기 위해 1907년 원주에서 거병한 이은찬(李殷瓚), 이구채(李求采, 혹은 이구재(李九載)) 등이 주도하여 문경의 이인영을 수 일간 설득, 통수로 추대하고, 각 도에서 의병들을 모집하여 한양으로 진격, 일본군을 토벌하고 독립을 달성하기 위해 구성한 자발적인 의병연합부대이다.

## 조직
- 창의군 총대장 이인영
  - 창의군 중군대장 이은찬
  - 창의군 총독장 이구채

## 활동
1905년 지리산에서 거병한 의병대장 문태수(文泰洙), 1907년(융희 1년) 고종이 강제 퇴위당하자 영춘(永春)에서 의병을 일으킨 이강년(李康秊), 강원도지역에서 의병을 일으킨 민긍호(閔肯鎬),  김천에서 거병한 허위 등 전국에서 각 도를 대표하는 수많은 의병장과 그들을 따르는 약 1만여 명의 의병, 해산 군인들이 모여 한성 탈환 작전을 벌였으나 사전에 일본군에게 발각되어 동대문 밖 30리(당시 경기도 양주군 망우리면, 현재의 서울시 중랑구 일대)까지 진격하였다가 일본군의 강력한 저항으로 철군하였으며, 이후 창의군은 한성 인근의 경기도와 황해도 지방에서 활발한 전투를 전개하였다. 
이 작전은 독립운동 사상 가장 큰 규모의 의병운동으로 평가되며, 각국 공사관에 교전 단체로 승인해 줄 것을 요구하는 등 항일의병운동 역사에서 본격적인 의병활동이 전개되는 시작점으로 평가된다.
당시는 일제의 밀정(→일진회 참조)들이 활발하게 움직이던 시기로 이들 밀정들의 공작으로 홍범도(함경도), 김수민(중부 지역), 신돌석(경상도) 등 평민 출신의 의병장들이 이끄는 부대들이 의병 연합 조직에서 배제되었다. 결국 창의군을 조직하고 한성탈환작전을 기획했던 중군대장 이은찬은 한성에서 밀정에게 속아 순국하였고, 총대장 이인영은 작전 중 부친상을 이유로 문경으로 돌아갔으나 일본 헌병에 체포되어 순국하였다.
허위가 이인영을 대신해 연합부대를 이끌었으나 1908년 양평에서 일본군에 체포되었고, 이후 창의군은 경기도, 황해도 등지에서 산발적인 전투를 전개해나갔다.

## 13도창의군 주요 의병장
- 문경 이인영
- 문경 이은찬
- 횡성 이구채
- 강원도 민긍호
- 영춘 이강년
- 김천 허위
- 지리산 문태수

## 같이 보기
- 13도 의군

## 참고 자료
- 독립기념관 소장도서(한국독립운동사 정보시스템), 『한국독립운동의 역사』
  - 제11권 한말 후기의병 (펴낸이 홍영기 (洪英基), 한국독립운동사편찬위원회)
    - 제3장 13도창의대진소의 결성과 서울진공작전(사진자료) 보관됨 2014-03-02 - 웨이백 머신
    - 검색도움말, 검색어 → “제11권 한말 후기의병”
- 대한민국 국가보훈처, 이 달의 독립 운동가 상세자료 - 이인영, 1993년